# 树林召
树林召，蒙古名“释迦牟尼庙”，藏语名“热希其米德巴勒达尔令”，位于内蒙古自治区鄂尔多斯市达拉特旗树林召镇，是一座藏传佛教格鲁派寺院。

## 简介
清朝光绪年间，一位化缘喇嘛对达拉特旗王爷说：“我化缘走到此地住了一夜，早晨起来我供奉的释迦牟尼佛会说话了：让我在此地修建寺庙供奉他。”达拉特旗扎萨克乃出资建庙，将释迦牟尼像作为主尊供奉，由此该庙得名“释迦牟尼庙”，俗称“树林召”。
该庙有两层大经堂25间、药师殿6间、罗汉殿9间、五大神殿3间，一座72尺高的佛塔，喇嘛住房30多间。该庙原无活佛，由大喇嘛主持庙务。1940年，位于达拉特旗白泥井的蒙古勒津庙遭到日军炸毁，树林召的大喇嘛奏请达拉特旗衙门，请蒙古勒津庙第七世沙布隆伊希巴拉珠尔尼玛坐床主持树林召，自此该庙有了沙布隆。此外，该庙还有管理员、掌堂师、领经师等庙务人员。
中华人民共和国成立初期，该庙有30名喇嘛。该庙每年农历四月十四日跳查玛舞，庙仓耕地1200亩，牲畜百余头。
1940年，该庙遭到日军轰炸，仅余三座殿堂以及一座佛塔。文化大革命中，该庙被彻底摧毁。